# Flitter
Flitter sind kleine, glitzernde dünne Metall-, Kunststoffspäne oder -blättchen, die zumeist als Dekoration oder/und als Blickfang verwendet werden.
Im übertragenen Sinn bezeichnet Flitter überhaupt etwas gehaltlos Schimmerndes, daher z. B. Flitterstaat, glänzender, aber unechter und wertloser Schmuck.

## Geschichte
Sie waren ursprünglich aus Gold- und Silberblech oder aus Flittergold gefertigt und sollen zuerst aus den französischen Gold- und Silberfabriken gekommen, zu Anfang des 18. Jahrhunderts aber besonders in Nürnberg nachgeahmt worden sein. Sie wurden mit dem sogenannten Flitterstempel aus dem Blech geschlagen und stellten meist Blätter, Blumen, Sonnen, Sterne und dergleichen dar.
Später hatte man dann auch Drahtflitter aus platt geschlagenen Drahtringelchen – kleine, kreisrunde Scheibchen mit einem Loch in der Mitte, siehe Pailletten.